# Hypericum spectabile
Hypericum spectabile är en johannesörtsväxtart som beskrevs av Hippolyte François Jaubert och Spach. Hypericum spectabile ingår i släktet johannesörter, och familjen johannesörtsväxter. Inga underarter finns listade i Catalogue of Life.